# Calendario dariano
El calendario dariano es un sistema diseñado para medir el paso del tiempo en Marte de cara a la futura colonización del planeta rojo. Fue creado en 1985 por el ingeniero aeroespacial y politólogo Thomas Gangale, quien le puso este nombre en honor de su hijo Darius, y publicado en junio de 1986.

## Períodos básicos de tiempo
Los ciclos temporales en los que se basa este calendario son el día solar marciano (o "sol") y el año equinoccial vernal marciano, que es ligeramente diferente del año trópico. El sol es 39 minutos y 35,244 segundos más largo que el día solar terrestre y el año equinoccial vernal marciano tiene una duración de 668,5907 soles. La fórmula básica de intercalación consiste en que cada década esté compuesta por seis años de 669 soles (años impares) y cuatro años de 668 soles (años pares). Los primeros se llaman años bisiestos a pesar de ser más frecuentes que los no bisiestos.

## Inicio del año
El año comienza cuando el Sol cruza el ecuador marciano, anunciando la llegada de la primavera en el hemisferio norte y del otoño en el hemisferio sur. Este fenómeno ocurrió por última vez el 18/06/2015 (en el calendario gregoriano). Marte tiene una inclinación axial similar a la de la Tierra, por lo que las estaciones marcianas son evidentes. Sin embargo, como la excentricidad orbital de Marte es muy grande en comparación con la de la Tierra, las estaciones son más perceptibles en el hemisferio sur y menos en el norte.

## Estructura del calendario
El año se divide en 24 meses, habiendo así 4 estaciones de 6 meses cada una. Los primeros 5 meses de cada seis tienen 28 soles, y el sexto mes 27 (salvo el vigésimo cuarto mes de un año bisiesto, que contiene un sol más).
El mes se compone de semanas de 7 soles. El comienzo de la primera semana de cada mes cae siempre en domingo. Si un mes tiene 27 soles, el último día de la semana, que sería sábado, se omite. Algunos miembros de grupos religiosos han criticado este hecho, puesto que sus creencias incluyen una semana invariante de 7 días (esta fue también una de las causas que han impedido la aprobación del calendario mundial). También se podría recurrir a la racionalización, haciendo que la semana marciana tenga una longitud media cercana a la terrestre, aunque hay que tener en cuenta que 28 días terrestres tienen una duración aproximada de 27,25 soles y no 27,83 soles.
Los nombres de los soles de la semana son Sol Solis, Sol Lunae, Sol Martius, Sol Mercurii, Sol Jovis, Sol Veneris y Sol Saturni. Los meses llevan los nombres alternados de los 12 signos del zodiaco en latín y sus equivalentes en sánscrito.
En la tabla siguiente se muestra la estructura del calendario dariano (el día bisiesto está en negrita).
| Sagittarius | Sagittarius | Sagittarius | Sagittarius | Sagittarius | Sagittarius | Sagittarius |    | Dhanus   | Dhanus   | Dhanus   | Dhanus   | Dhanus   | Dhanus   | Dhanus   |    | Capricornus | Capricornus | Capricornus | Capricornus | Capricornus | Capricornus | Capricornus |
| So          | Lu          | Ma          | Me          | Jo          | Ve          | Sa          | So | Lu       | Ma       | Me       | Jo       | Ve       | Sa       | So       | Lu | Ma          | Me          | Jo          | Ve          | Sa          |             |             |
| 1           | 2           | 3           | 4           | 5           | 6           | 7           | 1  | 2        | 3        | 4        | 5        | 6        | 7        | 1        | 2  | 3           | 4           | 5           | 6           | 7           |             |             |
| 8           | 9           | 10          | 11          | 12          | 13          | 14          | 8  | 9        | 10       | 11       | 12       | 13       | 14       | 8        | 9  | 10          | 11          | 12          | 13          | 14          |             |             |
| 15          | 16          | 17          | 18          | 19          | 20          | 21          | 15 | 16       | 17       | 18       | 19       | 20       | 21       | 15       | 16 | 17          | 18          | 19          | 20          | 21          |             |             |
| 22          | 23          | 24          | 25          | 26          | 27          | 28          | 22 | 23       | 24       | 25       | 26       | 27       | 28       | 22       | 23 | 24          | 25          | 26          | 27          | 28          |             |             |
|             |             |             |             |             |             |             |    |          |          |          |          |          |          |          |    |             |             |             |             |             |             |             |
| Makara      | Makara      | Makara      | Makara      | Makara      | Makara      | Makara      |    | Aquarius | Aquarius | Aquarius | Aquarius | Aquarius | Aquarius | Aquarius |    | Kumbha      | Kumbha      | Kumbha      | Kumbha      | Kumbha      | Kumbha      | Kumbha      |
| So          | Lu          | Ma          | Me          | Jo          | Ve          | Sa          | So | Lu       | Ma       | Me       | Jo       | Ve       | Sa       | So       | Lu | Ma          | Me          | Jo          | Ve          | Sa          |             |             |
| 1           | 2           | 3           | 4           | 5           | 6           | 7           | 1  | 2        | 3        | 4        | 5        | 6        | 7        | 1        | 2  | 3           | 4           | 5           | 6           | 7           |             |             |
| 8           | 9           | 10          | 11          | 12          | 13          | 14          | 8  | 9        | 10       | 11       | 12       | 13       | 14       | 8        | 9  | 10          | 11          | 12          | 13          | 14          |             |             |
| 15          | 16          | 17          | 18          | 19          | 20          | 21          | 15 | 16       | 17       | 18       | 19       | 20       | 21       | 15       | 16 | 17          | 18          | 19          | 20          | 21          |             |             |
| 22          | 23          | 24          | 25          | 26          | 27          | 28          | 22 | 23       | 24       | 25       | 26       | 27       | 28       | 22       | 23 | 24          | 25          | 26          | 27          |             |             |             |
|             |             |             |             |             |             |             |    |          |          |          |          |          |          |          |    |             |             |             |             |             |             |             |
| Pisces      | Pisces      | Pisces      | Pisces      | Pisces      | Pisces      | Pisces      |    | Mina     | Mina     | Mina     | Mina     | Mina     | Mina     | Mina     |    | Aries       | Aries       | Aries       | Aries       | Aries       | Aries       | Aries       |
| So          | Lu          | Ma          | Me          | Jo          | Ve          | Sa          | So | Lu       | Ma       | Me       | Jo       | Ve       | Sa       | So       | Lu | Ma          | Me          | Jo          | Ve          | Sa          |             |             |
| 1           | 2           | 3           | 4           | 5           | 6           | 7           | 1  | 2        | 3        | 4        | 5        | 6        | 7        | 1        | 2  | 3           | 4           | 5           | 6           | 7           |             |             |
| 8           | 9           | 10          | 11          | 12          | 13          | 14          | 8  | 9        | 10       | 11       | 12       | 13       | 14       | 8        | 9  | 10          | 11          | 12          | 13          | 14          |             |             |
| 15          | 16          | 17          | 18          | 19          | 20          | 21          | 15 | 16       | 17       | 18       | 19       | 20       | 21       | 15       | 16 | 17          | 18          | 19          | 20          | 21          |             |             |
| 22          | 23          | 24          | 25          | 26          | 27          | 28          | 22 | 23       | 24       | 25       | 26       | 27       | 28       | 22       | 23 | 24          | 25          | 26          | 27          | 28          |             |             |
|             |             |             |             |             |             |             |    |          |          |          |          |          |          |          |    |             |             |             |             |             |             |             |
| Mesha       | Mesha       | Mesha       | Mesha       | Mesha       | Mesha       | Mesha       |    | Taurus   | Taurus   | Taurus   | Taurus   | Taurus   | Taurus   | Taurus   |    | Rishabha    | Rishabha    | Rishabha    | Rishabha    | Rishabha    | Rishabha    | Rishabha    |
| So          | Lu          | Ma          | Me          | Jo          | Ve          | Sa          | So | Lu       | Ma       | Me       | Jo       | Ve       | Sa       | So       | Lu | Ma          | Me          | Jo          | Ve          | Sa          |             |             |
| 1           | 2           | 3           | 4           | 5           | 6           | 7           | 1  | 2        | 3        | 4        | 5        | 6        | 7        | 1        | 2  | 3           | 4           | 5           | 6           | 7           |             |             |
| 8           | 9           | 10          | 11          | 12          | 13          | 14          | 8  | 9        | 10       | 11       | 12       | 13       | 14       | 8        | 9  | 10          | 11          | 12          | 13          | 14          |             |             |
| 15          | 16          | 17          | 18          | 19          | 20          | 21          | 15 | 16       | 17       | 18       | 19       | 20       | 21       | 15       | 16 | 17          | 18          | 19          | 20          | 21          |             |             |
| 22          | 23          | 24          | 25          | 26          | 27          | 28          | 22 | 23       | 24       | 25       | 26       | 27       | 28       | 22       | 23 | 24          | 25          | 26          | 27          |             |             |             |
|             |             |             |             |             |             |             |    |          |          |          |          |          |          |          |    |             |             |             |             |             |             |             |
| Gemini      | Gemini      | Gemini      | Gemini      | Gemini      | Gemini      | Gemini      |    | Mithuna  | Mithuna  | Mithuna  | Mithuna  | Mithuna  | Mithuna  | Mithuna  |    | Cancer      | Cancer      | Cancer      | Cancer      | Cancer      | Cancer      | Cancer      |
| So          | Lu          | Ma          | Me          | Jo          | Ve          | Sa          | So | Lu       | Ma       | Me       | Jo       | Ve       | Sa       | So       | Lu | Ma          | Me          | Jo          | Ve          | Sa          |             |             |
| 1           | 2           | 3           | 4           | 5           | 6           | 7           | 1  | 2        | 3        | 4        | 5        | 6        | 7        | 1        | 2  | 3           | 4           | 5           | 6           | 7           |             |             |
| 8           | 9           | 10          | 11          | 12          | 13          | 14          | 8  | 9        | 10       | 11       | 12       | 13       | 14       | 8        | 9  | 10          | 11          | 12          | 13          | 14          |             |             |
| 15          | 16          | 17          | 18          | 19          | 20          | 21          | 15 | 16       | 17       | 18       | 19       | 20       | 21       | 15       | 16 | 17          | 18          | 19          | 20          | 21          |             |             |
| 22          | 23          | 24          | 25          | 26          | 27          | 28          | 22 | 23       | 24       | 25       | 26       | 27       | 28       | 22       | 23 | 24          | 25          | 26          | 27          | 28          |             |             |
|             |             |             |             |             |             |             |    |          |          |          |          |          |          |          |    |             |             |             |             |             |             |             |
| Karka       | Karka       | Karka       | Karka       | Karka       | Karka       | Karka       |    | Leo      | Leo      | Leo      | Leo      | Leo      | Leo      | Leo      |    | Simha       | Simha       | Simha       | Simha       | Simha       | Simha       | Simha       |
| So          | Lu          | Ma          | Me          | Jo          | Ve          | Sa          | So | Lu       | Ma       | Me       | Jo       | Ve       | Sa       | So       | Lu | Ma          | Me          | Jo          | Ve          | Sa          |             |             |
| 1           | 2           | 3           | 4           | 5           | 6           | 7           | 1  | 2        | 3        | 4        | 5        | 6        | 7        | 1        | 2  | 3           | 4           | 5           | 6           | 7           |             |             |
| 8           | 9           | 10          | 11          | 12          | 13          | 14          | 8  | 9        | 10       | 11       | 12       | 13       | 14       | 8        | 9  | 10          | 11          | 12          | 13          | 14          |             |             |
| 15          | 16          | 17          | 18          | 19          | 20          | 21          | 15 | 16       | 17       | 18       | 19       | 20       | 21       | 15       | 16 | 17          | 18          | 19          | 20          | 21          |             |             |
| 22          | 23          | 24          | 25          | 26          | 27          | 28          | 22 | 23       | 24       | 25       | 26       | 27       | 28       | 22       | 23 | 24          | 25          | 26          | 27          |             |             |             |
|             |             |             |             |             |             |             |    |          |          |          |          |          |          |          |    |             |             |             |             |             |             |             |
| Virgo       | Virgo       | Virgo       | Virgo       | Virgo       | Virgo       | Virgo       |    | Kanya    | Kanya    | Kanya    | Kanya    | Kanya    | Kanya    | Kanya    |    | Libra       | Libra       | Libra       | Libra       | Libra       | Libra       | Libra       |
| So          | Lu          | Ma          | Me          | Jo          | Ve          | Sa          | So | Lu       | Ma       | Me       | Jo       | Ve       | Sa       | So       | Lu | Ma          | Me          | Jo          | Ve          | Sa          |             |             |
| 1           | 2           | 3           | 4           | 5           | 6           | 7           | 1  | 2        | 3        | 4        | 5        | 6        | 7        | 1        | 2  | 3           | 4           | 5           | 6           | 7           |             |             |
| 8           | 9           | 10          | 11          | 12          | 13          | 14          | 8  | 9        | 10       | 11       | 12       | 13       | 14       | 8        | 9  | 10          | 11          | 12          | 13          | 14          |             |             |
| 15          | 16          | 17          | 18          | 19          | 20          | 21          | 15 | 16       | 17       | 18       | 19       | 20       | 21       | 15       | 16 | 17          | 18          | 19          | 20          | 21          |             |             |
| 22          | 23          | 24          | 25          | 26          | 27          | 28          | 22 | 23       | 24       | 25       | 26       | 27       | 28       | 22       | 23 | 24          | 25          | 26          | 27          | 28          |             |             |
|             |             |             |             |             |             |             |    |          |          |          |          |          |          |          |    |             |             |             |             |             |             |             |
| Tula        | Tula        | Tula        | Tula        | Tula        | Tula        | Tula        |    | Scorpius | Scorpius | Scorpius | Scorpius | Scorpius | Scorpius | Scorpius |    | Vrishika    | Vrishika    | Vrishika    | Vrishika    | Vrishika    | Vrishika    | Vrishika    |
| So          | Lu          | Ma          | Me          | Jo          | Ve          | Sa          | So | Lu       | Ma       | Me       | Jo       | Ve       | Sa       | So       | Lu | Ma          | Me          | Jo          | Ve          | Sa          |             |             |
| 1           | 2           | 3           | 4           | 5           | 6           | 7           | 1  | 2        | 3        | 4        | 5        | 6        | 7        | 1        | 2  | 3           | 4           | 5           | 6           | 7           |             |             |
| 8           | 9           | 10          | 11          | 12          | 13          | 14          | 8  | 9        | 10       | 11       | 12       | 13       | 14       | 8        | 9  | 10          | 11          | 12          | 13          | 14          |             |             |
| 15          | 16          | 17          | 18          | 19          | 20          | 21          | 15 | 16       | 17       | 18       | 19       | 20       | 21       | 15       | 16 | 17          | 18          | 19          | 20          | 21          |             |             |
| 22          | 23          | 24          | 25          | 26          | 27          | 28          | 22 | 23       | 24       | 25       | 26       | 27       | 28       | 22       | 23 | 24          | 25          | 26          | 27          | 28          |             |             |

## Año cero
En un principio, Gangale situó el año cero del calendario dariano en 1975 en reconocimiento al programa Viking (que consiguió el primer aterrizaje estadounidense exitoso en la superficie de Marte). Sin embargo, esta elección parecía excesivamente localista y la existencia de observaciones telescópicas en los últimos 400 años permitían cuestionarla. 
En 2002, se adoptó el año 1609 como nuevo punto de referencia para el calendario. Sugerido por primera vez por Peter Kokh en 1999, el año 1609 se escogió en reconocimiento al estudio por parte de Johannes Kepler de las observaciones de Marte realizadas por Tycho Brahe, dando como resultado la formulación de las leyes de Kepler del movimiento planetario. El año 1609 también fue elegido en honor a la primera observación del planeta rojo que llevó a cabo Galileo Galilei con su telescopio.

## Nomenclatura
Los nombres de los 24 meses fueron elegidos por Gangale como los nombres alternados de las constelaciones del zodíaco en latín y sus equivalentes en sánscrito. Los nombres de los siete soles de la semana fueron tomados de los nombres del Sol, la Luna y los cinco planetas más brillantes vistos desde Marte, incluida la Tierra.
Estas elecciones también han sido criticadas por ser demasiado localistas. Así, se han propuesto otros calendarios, que son idénticos en estructura pero tienen una nomenclatura diferente. El calendario dariano descongelado, por ejemplo, utiliza nuevos nombres para los meses, relacionando las letras y las longitudes de los nombres con el orden de los meses y las estaciones. El calendario utópico diseñado por el Mars Time Group en 2001, añade más sugerencias de cambio de nomenclatura.

## CalendarioMartiana
En 2002 Gangale ideó una variante del calendario dariano que reconcilia los meses y los soles de la semana en un patrón repetitivo y elimina la necesidad de omitir soles de la semana. En el calendario Martiana, todos los meses en un cuarto de año comienzan con el mismo sol de la semana, pero el sol con el que comienza cada mes cambia de un cuarto a otro, siguiendo el esquema diseñado por el astrónomo Robert G. Aitken en 1936.
La siguiente tabla muestra el sol de la semana con el que comienzan los meses de cada cuarto. El primer cuarto de año corresponde a la primavera en el hemisferio norte y al otoño en el hemisferio sur de Marte.
|              | Primer cuarto | Segundo cuarto | Tercer cuarto | Último cuarto |
| ------------ | ------------- | -------------- | ------------- | ------------- |
| Años pares   | Sol Solis     | Sol Saturni    | Sol Veneris   | Sol Jovis     |
| Años impares | Sol Mercurii  | Sol Martis     | Sol Lunae     | Sol Solis     |

El salto de un sol se produce al final de los años impares, como en el calendario dariano original. Como los últimos meses de los años impares sólo contienen 28 soles, el año siguiente comienza con el Sol Solis, como resultado de un ciclo de dos años en el que se repite la relación del sol de la semana con el mes. El sol que se añade cada 10 años no se cuenta como parte de la semana, por lo que la rotación de la semana cada dos años no se interrumpe. El diagrama Martiana evita la necesidad, propia del calendario dariano, de acortar a solo seis días una semana tres o cuatro veces al año. La desventaja es que el esquema necesita un ciclo de dos años para conciliar el sol de la semana con los meses y en el calendario dariano se repite cada mes.

## Otras variantes del calendario dariano
En 1998 Gangale adaptó el calendario dariano para su uso en los cuatro satélites galileanos de Júpiter (los descubiertos por Galileo en 1610): Ío, Europa, Ganímedes y Calisto. En 2003 se creó una variante del calendario para Titán.